# ساپ کنکور
ساپ کنکور (انگلیسی: SAP Concur) شرکت نرم‌افزار آمریکایی است، که در سال ۲۰۱۴ تأسیس شد.